# Andalusien
Andalusien (spanska: Andalucía) är en region i södra Spanien. Andalusien är den mest befolkade och näst största av Spaniens sjutton autonoma regioner. Dess huvudstad är Sevilla.
Andalusien gränsar i norr till Extremadura och Castilla-La Mancha, i öst till Murcia och Medelhavet, i väst till Portugal och Atlanten, samt i syd till Medelhavet och Gibraltar.
Namnet Andalusien kommer från vandalerna som i Vandalitia eller Vandalusia styrde över stora delar av södra och östra Spanien under folkvandringstiden. Tartessos, huvudstaden i den forna tartessiska civilisationen, låg i Andalusien, och kallades i Bibeln Tarshish. Andalusiens kultur har påverkats kraftigt av de åtta århundraden som området var under muslimskt styre, vilket upphörde 1492 då de katolska härskarna av Kastilien och Aragonien erövrade Granada.
Spanskan som talas i Latinamerika kommer till stor del från den andalusiska dialekten av spanska, tack vare Sevillas viktiga del som mellanled till Spaniens amerikanska territorium under 1500- och 1600-talen.
Andalusien är känt för sin moriska arkitektur. Kända monument inkluderar Alhambra i Granada, Mezquita i Córdoba och tornen Torre del Oro och Giralda i Sevilla.
Andalusien är också känt för sina fisk- och skaldjursrätter, sina desserter, samt sin världskända sherry.
Den största floden är Guadalquivir (657 km).
Andalusien har sitt eget fotbollslandslag, som dock inte är erkänt av Fifa eller Uefa.

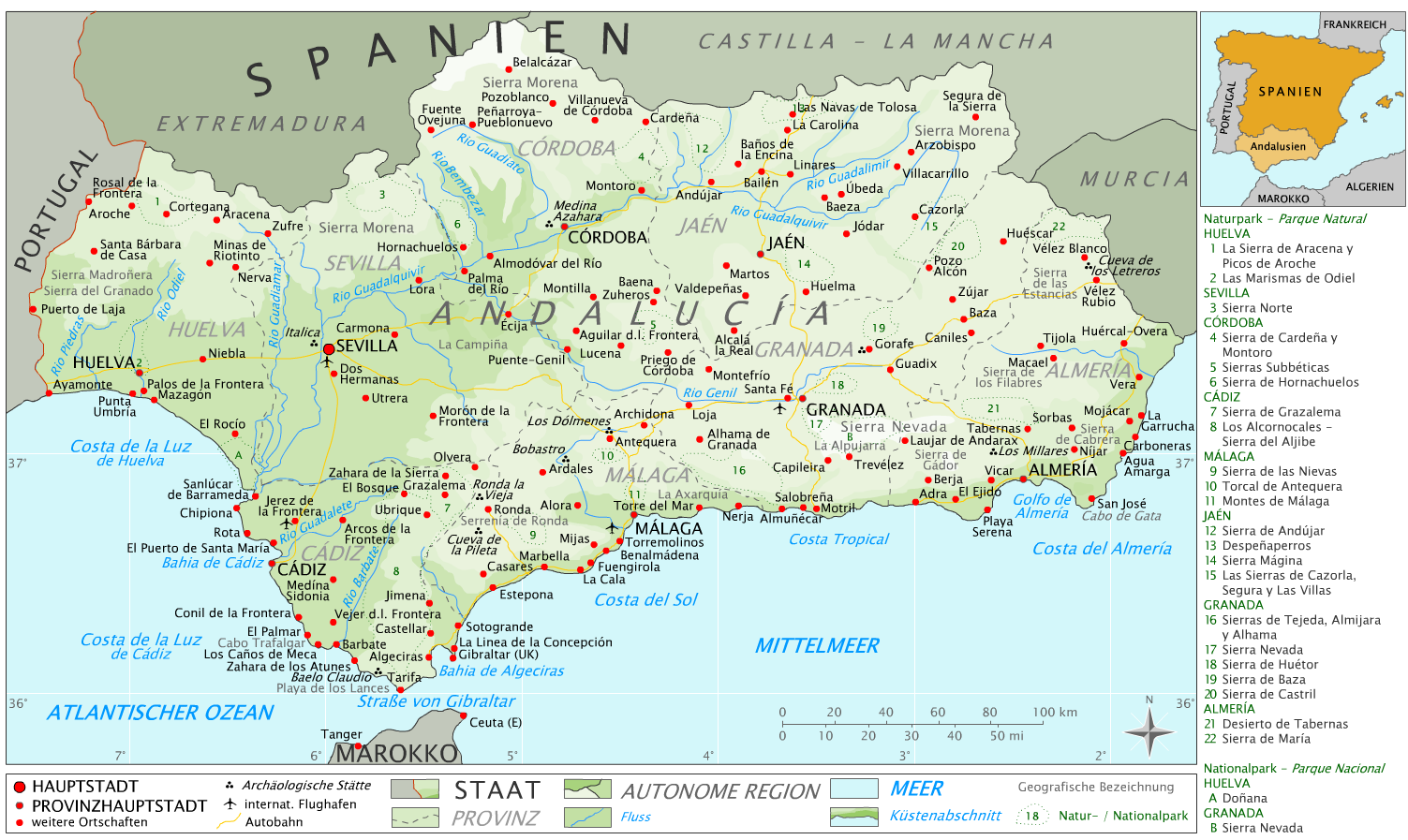
Detaljerad karta över Andalusien.

Andalusiens inland är den varmaste regionen i Europa, där Sevilla är Europas i särklass varmaste metropol under sommarmånaderna med ett snitt på 35-36 grader i skuggan.

## Historia
I Andalusien låg förr kungariket Tartessos. Fenicierna anlade kolonin Gadir (Gades, Cádiz) cirka 1100 f. Kr. varefter kartagerna underlade sig landet, som kom under romerskt herradöme 206 f. Kr.. Området erövrades under folkvandringstiden i början på 400-talet av vandalerna - därav namnet Vandalicia - och sedan av västgoterna. Mellan 711 och 1492 var Andalusien under muslimernas herravälde.

## Kultur

### Tradition och sedvänjor
Andalusien har ett brett spann av lokala sedvänjor och traditioner, varav många har sina rötter i den arabisk tradition som integrerades i området under arabisk styre. Varje subregion i Andalusien har sina egna unika sedvänjor som är en blandning mellan folklore och katolicism. 
Traditionsenlig andalusisk klädsel är ofta färgglad och innefattar som en rest från den islamiska tiden ofta huvudbeklädnad såsom slöjor. Det traditionella bruket av hucklen i städer som Almeria är en influens från Granada såväl som Murcia. Sombrero de labrador, vilket betyder arbetshatt, ofta gjord av svart sammet, är ett signum för regionen. I Cadiz har klädseln sina rötter i landsbygden, där tjurfäktning och gårdsfester var vanliga. 
Tablado flamenco och cante jondo kommer från Granada och tros ha sina rötter i orientalisk, gregoriansk, morisk och judisk musik. Nuförtiden framförs musiken ofta av romska musiker, och det är i Granada de flesta av Spaniens romer har sitt uppehälle. 
I Huelva är årets största händelse den romska Romeria del Rocio i maj. Det är en pilgrimsvandring där en stor staty föreställande Jungfru Maria, som sägs gömts undan från muslimerna, bärs fram längs med vägen. Sägnen säger att när statyn återfanns bad statyn om att bli förd till skogen, så gjordes och vid platsen byggdes anordnades en böneplats. Pilgrimsvandringen samlar troende från såväl hela regionen som andra delar av Spanien och Europa. 
I Jaen är saetan en populär uttrycksform, det är en typ av sång menad att ära jungfrun och vara tecken på utövarens religiösa hängivelse. 
Malaga är den spanska tjurfäktningens födelseort. Regionen har också en lång tradition av arabisk musik bestående av populära sånger som kallas cartageneras.  
Sevilla, Andalusiens största region, arrangerar årligen Semana Santa, Spaniens största festival. Under högtiden bär deltagarna omkring på altare iklädda pilgrimskläder. Sånger och danser kända som sevillanas, vilka är ett tydligt tecken på influenser från Mellanöstern, framförs i stor utsträckning på dessa festivaler. 
Överlag har alla Andalusiens regioner utvecklad egna unika sedvänjor och traditioner men alla har det gemensamt att de utgör resultatet av en blandning mellan katolicismen och regionens historia av arabisk kultur.

### Andalusisk hästavel
Under renässansen började överklassen i det spanska samhället leta efter en hästras som till skillnad från medeltidens klumpiga hästar skulle vara elegant och avlad för att vara vacker och smidig. I jakt på denna hästras grundade den spanske Kung Filip II (spanska: Felipe) de Kungliga Stallarna i Córdoba vars mål var att avla fram den perfekta hästrasen. Dessa hästar kallas idag för Pura Raza Española eller förkortat PRE. 1972 startade den spanska föreningen för Pura Raza Española. Dock är PRE ej att förväxla med andalusier då andalusier kan referera till både en PRE eller en häst som helt enkelt är född i Andalusien.

### Andalusisk spanska
Andalusisk spanska är på grund av utflyttningen från regionen en av de vanligaste formerna av spanska i Spanien. Språket utgörs av ett flertal dialekter som har vissa beröringspunkter, till dessa hör ett betydligt inslag av arabiska såväl som fonetiska skillnader jämfört med standardiserad spanska. 

### Mytologi och religion
Det nutida område vi känner som Andalusien hör till en del av Medelhavet som delar en gemensam mytologi. Den feniciska koloniseringen av området förde med sig dyrkandet av och kulten kring Baal och Melgart; kulten av den senare bevarades långt in på romersk tid fast då mer känd som Herakles, enligt mytologin grundare av bägge städerna Cadiz och Sevilla. Det var Islote de Sancti Petri som höll Herakles fången i en grotta, och regionen var platsen för Herakles tionde storverk, vilket bestod i att röva iväg den trehövdade jätten Geryons boskap. Enligt sägnen flankeras Gibraltars sund av Herakles pelare, varav berget Calpe i regionen utgör en europeisk och andra pelare sägs bestå av Monte Hacho i Ceuta och Jebel Musa i Marocko. Den romerska väg som ledde från Cadiz till Rom var känd under flera namn, ett av dem var Via Herculea, Herakles färdväg efter att ha utfört det tionde storverket. Andalusiens vapen föreställer Herakles mellan två lejon vilka står framför varsin pelare.
Det mest karaktäriserande hos den andalusiska formen av folkligt utövad katolicism är hängivelsen åt Jungfru Maria; sålunda är regionen också känd som la tierra de María Santísima ("Den heligaste Marias land"). Annat som är utmärkande är processionerna under Heliga veckan, under vilken tusentals botgörare, nazarenos sjunger saetas. Pilgrimsmålen Santuario de Nuestra Señora de la Cabeza i Andújar och tidigare nämnda El Rocío i Almonte är andra viktiga inslag i regionens religiösa liv.

### Tjurfäktning

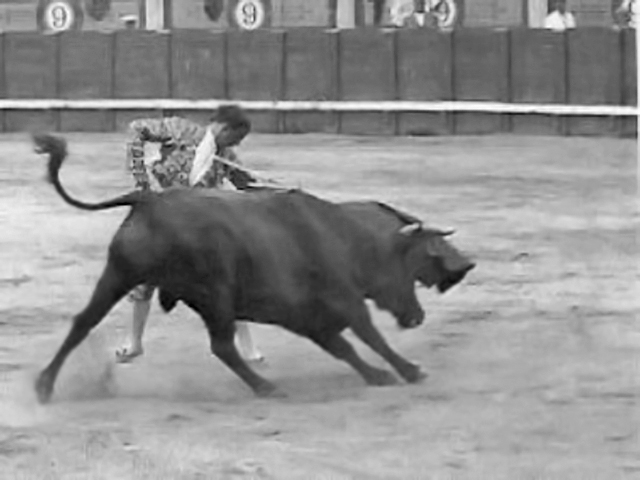
José Gómez Ortega: Joselito "El Gallo".

Medan några härleder traditionen med tjurfäktning till Romarriket har dagens tjurfäktning på den iberiska halvön och i resterna av det gamla Spanska imperiet sina rötter i ett andalusiskt 1400-tal. Andalusien är alltjämt fortfarande ett tjurfäktningens centrum. 227 fincas de ganado där de unga tjurarna avlas fram och lärs upp täcker 146 917 hektar och år 2000 hade 100-talet tjurfäktningsarenor dryga tusentalet föreställningar. 
Den äldsta arena som fortfarande används i Spanien är neoklassiska Plaza de toros i Ronda, byggd 1784. Den Andalusiska autonoma regeringen sanktionerar Rutas de Andalucía taurina, en guidad rutt med fokus på tjurfäktning genom regionen för turister.

## Andalusiens åtta provinser
- Almeríaprovinsen, huvudort Almería
- Cádizprovinsen, huvudort Cádiz
- Córdobaprovinsen, huvudort Córdoba
- Granadaprovinsen, huvudort Granada
- Huelvaprovinsen, huvudort Huelva
- Jaénprovinsen, huvudort Jaén
- Málagaprovinsen, huvudort Málaga
- Sevillaprovinsen, huvudort Sevilla

## Andra städer
- Algeciras, Cádiz
- Jerez de la Frontera, Cádiz
- Marbella, Málaga
- San Fernando, Cádiz
- Dos Hermanas, Sevilla
- Antequera, Málaga
- Motril, Granada

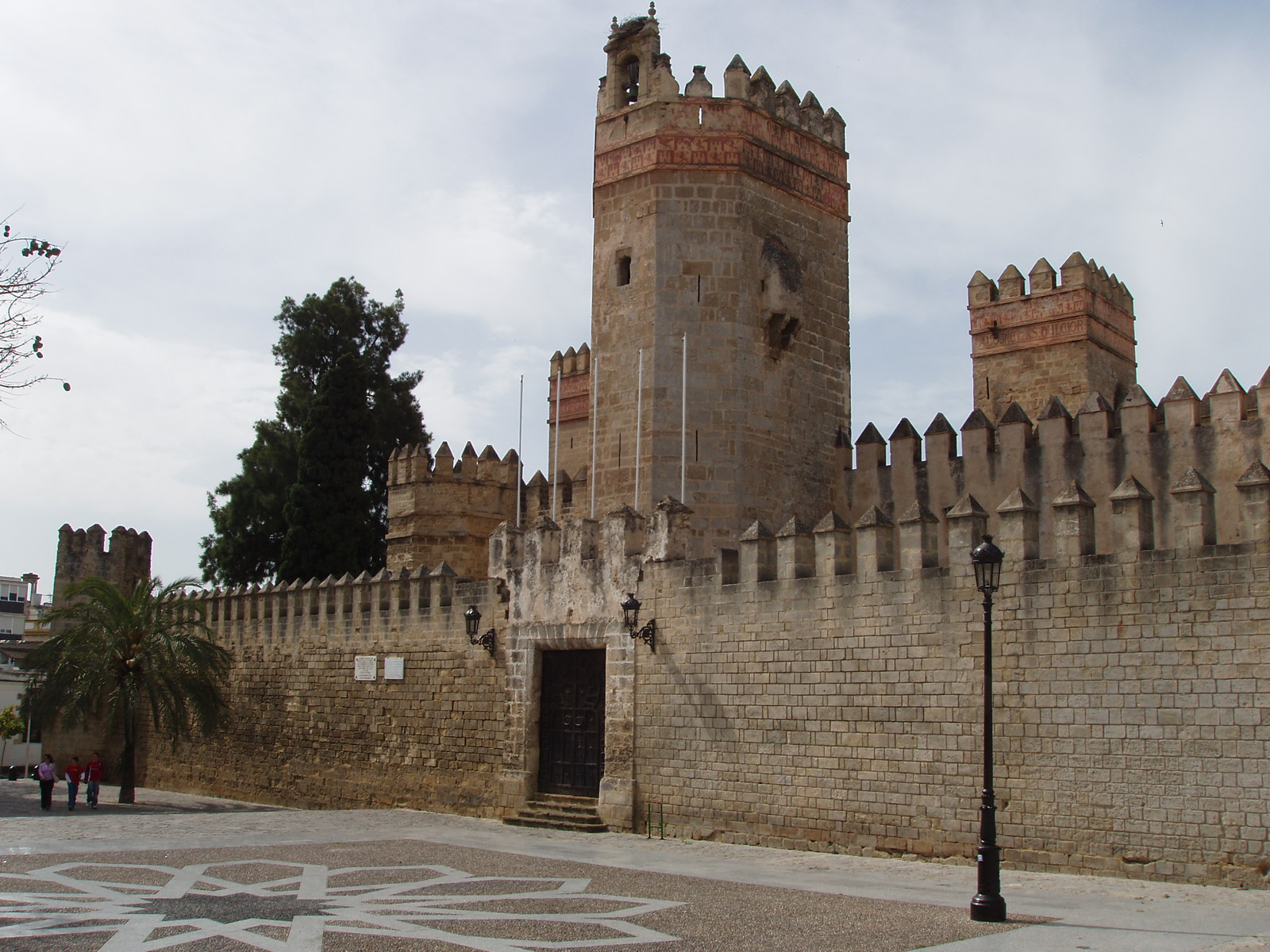
El Puerto de Santa María.

- Ronda, Gaucín, och de så kallade "pueblos blancos," Málaga
- Fuengirola, Málaga